# Акуренам
Акуренам — поселення, що знаходиться в континентальній частині Екваторіальної Гвінеї (Ріо-Муні), у провінції Сентро-Сур, центр однойменного округу. Населення становить 2748 осіб, за даними 2001 року. Розташоване на висоті 646 м над рівнем моря. Округ Акуренам займає центрально-південну частину континентального регіону, межує з Габоном. Густина населення округу невелика, менше 5 осіб на км²